# Northwest
Northwest is een plaats (city) in de Amerikaanse staat North Carolina, en valt bestuurlijk gezien onder Brunswick County.

## Demografie
Bij de volkstelling in 2000 werd het aantal inwoners vastgesteld op 671.
In 2006 is het aantal inwoners door het United States Census Bureau geschat op 864, een stijging van 193 (28,8%).

## Geografie
Volgens het United States Census Bureau beslaat de plaats een oppervlakte van
15,9 km², geheel bestaande uit land.

## Plaatsen in de nabije omgeving
De onderstaande figuur toont nabijgelegen plaatsen in een straal van 20 km rond Northwest.